# Basfløjte
 Denne artikel bør gennemlæses af en person med fagkendskab for at sikre den faglige korrekthed.
    Der er vel andre fløjter end tværfløjter

En basfløjte er en type tværfløjte, der klinger én oktav under den almindelige fløjte. Basfløjten er tværfløjtens anden udvidelse i dybden efterfølgende altfløjten. Den er et transponerende instrument. Udformningen er oftest som et J, hvor hovedstykket er bøjet om for at være inden for fløjtenistens rækkevidde. Fløjten bruges næsten udelukkende i fløjteensembler, da dens gennemtrængelighed i for eksempel et symfoniorkester ikke er stor, men den derimod har fordele blandt andre fløjter, hvor den giver noget dybde og klangfarve. Inden for nyere tid er komponister begyndt at skrive soloværker for basfløjten. Heriblandt er Tristan Murails Ethers for solobasfløjte og mindre ensemble.